# Balen, Belgien
Balen (nederländskt uttal: [ˈbaːlə(n)]) är en kommun i provinsen Antwerpen i regionen Flandern i Belgien. Kommunen har cirka 22 813 invånare (2020).